# Hora Cero Extra!
Hora Cero Extra! fue una revista de historietas publicada entre 1957 y 1961 en la Argentina por  Editorial Frontera y Editorial Ramírez.

## Historia editorial
Aprovechando el éxito de Hora Cero y su suplemento semanal, Editorial Frontera lanzó en abril de 1958 esta nueva revista, que incluía las siguientes series:
| Números | Fecha            | Título                | Guionista            | Dibujante              |
| ------- | ---------------- | --------------------- | -------------------- | ---------------------- |
| 1       | 4/1958           | El Eternauta          | Héctor G. Oesterheld | Francisco Solano López |
| 1-2     | 4-6/1958-        | Spitfire              | Héctor G. Oesterheld | Francisco Solano López |
| 5-      | 12/1958-         | Sherlock Time         | Héctor G. Oesterheld | Alberto Breccia        |
| 10      | 6/1959           | Doctor Morgue         | Héctor G. Oesterheld | Alberto Breccia        |
| 11      | 6/1959           | Amapola Negra         | Héctor G. Oesterheld | Francisco Solano López |
| 18-     | 2/1960-          | Doc Carson            | Héctor G. Oesterheld | Carlos Vogt            |
|         |                  | Pedro Pereyra taxista | Jorge Oesterheld     | Leopoldo Durañona      |
| 43-52   | 22/06-07/11/1961 | Paul Neutrón          | Héctor G. Oesterheld | Julio Schiaffino       |